# Kaminokuni
Kaminokuni (jap. 上ノ国町 Kaminokuni-chō) – miasto w Japonii, w prefekturze Hokkaido, w podprefekturze Hiyama. Według danych na rok 2020 miejscowość zamieszkiwało 4 306 mieszkańców , a gęstość zaludnienia wyniosła 7,9 os./km².